# Vöröshomlokú hangyászpinty
A vöröshomlokú hangyászpinty (Parmoptila rubrifrons) a madarak osztályának a verébalakúak (Passeriformes) rendjébe, ezen belül a díszpintyfélék (Estrildidae) családjába tartozó faj.

## Rendszerezése
A fajt Richard Bowdler Sharpe és Herbert Taylor Usshe írta le 1872-ben, a Pholidornis  nembe Pholidornis rubrifrons néven.

## Alfajai
- Parmoptila rubrifrons rubrifrons (Sharpe & Ussher, 1872)
- Parmoptila rubrifrons jamesoni (Shelley, 1890)[2]

## Előfordulása
Nyugat-Afrikában, Elefántcsontpart, Ghána, Guinea, Libéria, Mali és Sierra Leone területén honos. Természetes élőhelyei a szubtrópusi és trópusi síkvidéki esőerdők, valamint lápok, mocsarak, folyók és patakok környéke. Állandó, nem vonuló faj.

## Megjelenése
Testhossza 11 centiméter, testtömege 8-10,5 gramm. A hím feje teteje vörös. A fejoldalak, tarkó, hát, gyöngyös mintázatúak, az áll sárgás. A torok, a mell, a hasi és oldalsó rész vörösesbarna. A szárnyfedő tollak barnák. A farokfedő tollak szintén barnák. A csőr fekete, töve világosabb. A láb világossárga színű. A tojón hiányzik a vörös szín.

## Életmódja
Rovarokkal táplálkozik.

## Természetvédelmi helyzete
Az elterjedési területe még nagy, de az erdő irtások következtében egyedszáma gyorsan csökken. A Természetvédelmi Világszövetség Vörös listáján mérsékelten fenyegetett fajként szerepel.